# Teclado QWERTZ

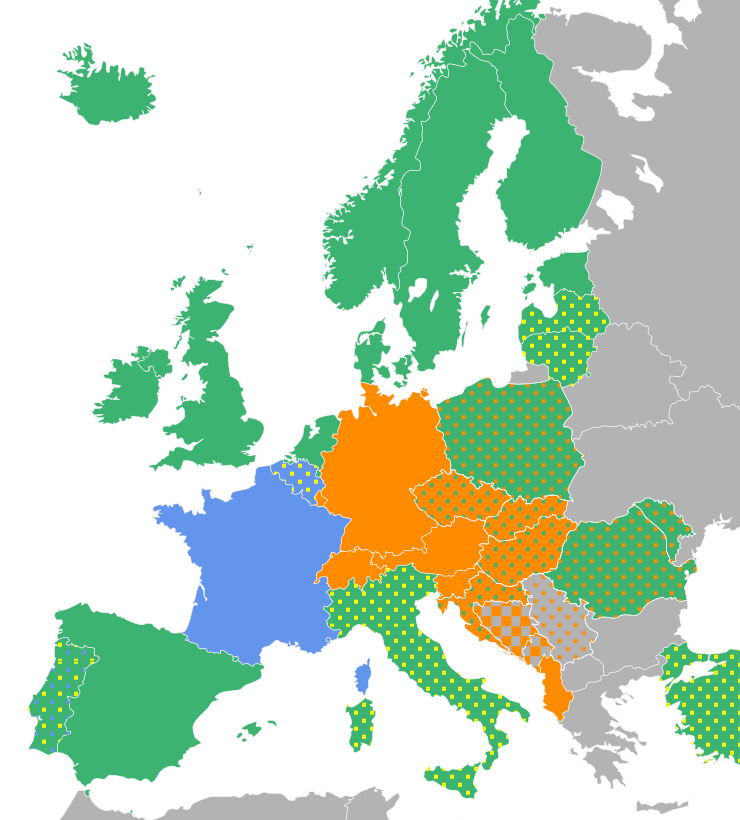
Distribución geográfica de los diferentes teclados en Europa:
QWERTY
QWERTZ
AZERTY
Disposiciones nacionales (Turquía FGĞIOD, Letonia ŪGJRMV, Lituania ĄŽERTY)
alfabetos no latinos

QWERTZ usado en Alemania y Austria.

QWERTZ usado en Suiza.

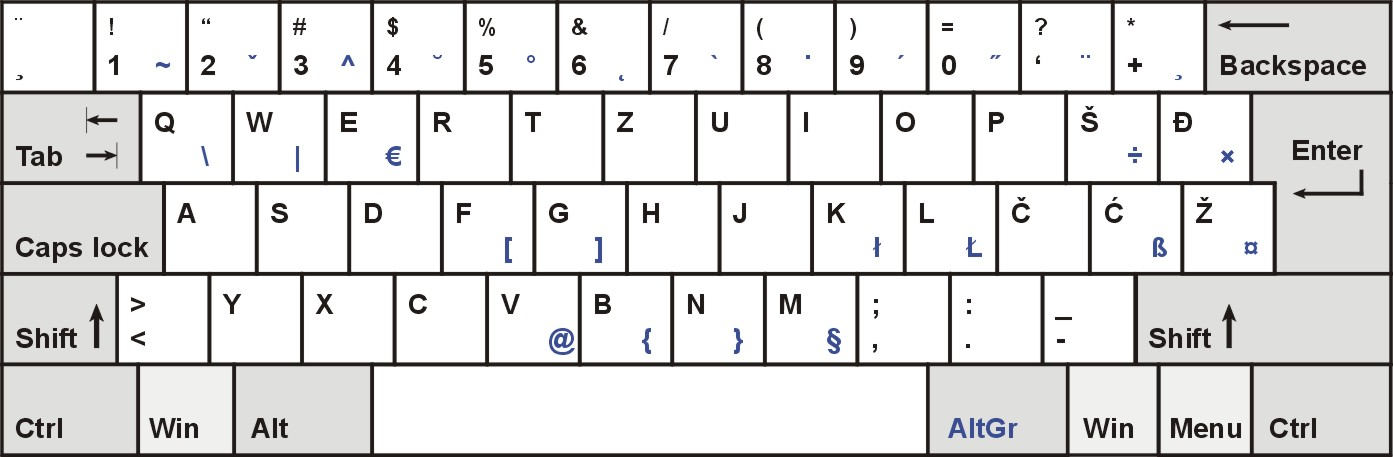
QWERTZ usado en Serbia, Croacia, Montenegro, Eslovenia y Bosnia y Herzegovina.

QWERTZ usado en Hungría.

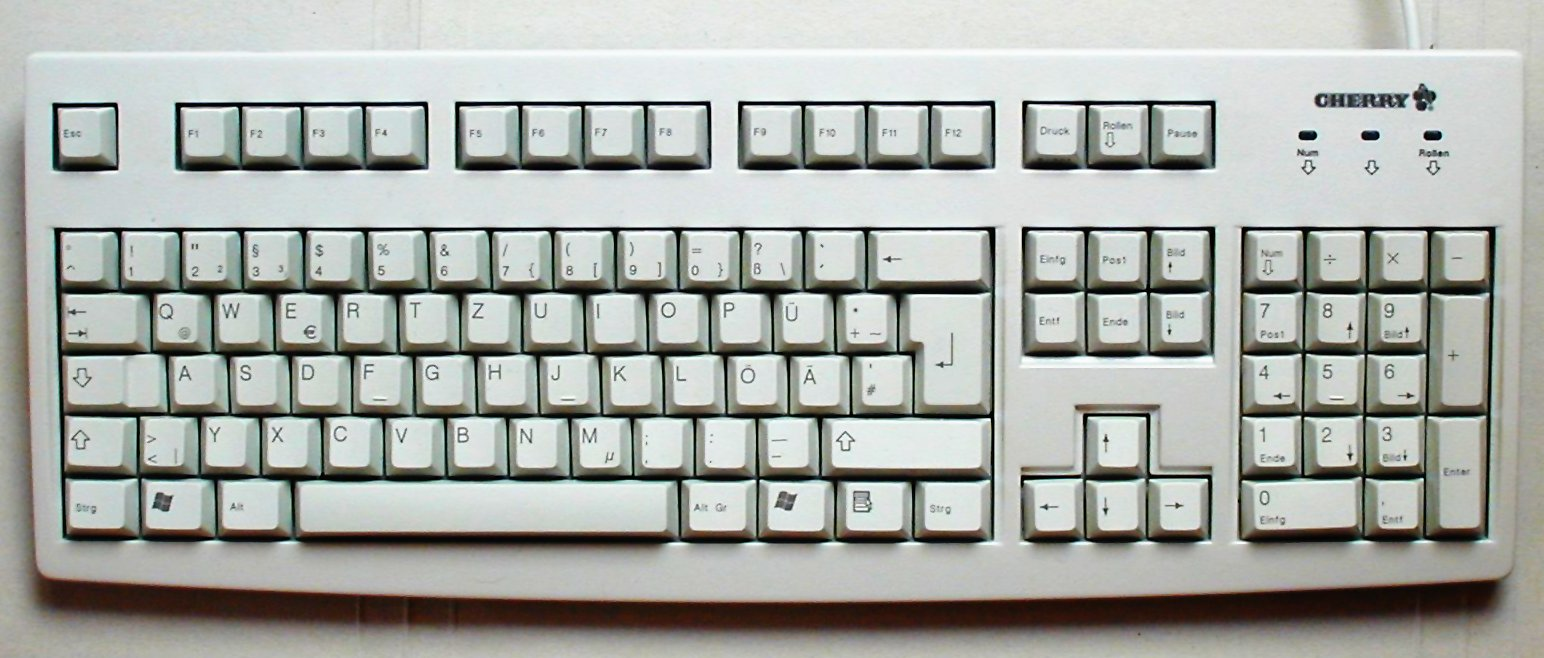
Teclado QWERTZ.

El teclado QWERTZ es una distribución de teclado que se usa principalmente en regiones germanohablantes. El nombre proviene de las seis primeras teclas de la fila superior del teclado.
Se diferencia de QWERTY en el intercambio de las teclas Z e Y, debido a que la Z es mucho más común que la Y en el alemán y a que T y Z suelen aparecer una tras otra en el idioma alemán. Parte del teclado ha sido adaptada para incluir las vocales con diéresis locales, como ä, ö, ü, etc. Incluye también el símbolo del Euro (€) en la posición recomendada por la Unión Europea. Algunos símbolos especiales ocupan también un lugar diferente.
Modelos basados en QWERTZ se utilizan en Suiza, y la mayoría de países de Europa Oriental y Europa Central que utilizan el alfabeto latino, con la excepción de Estonia y Lituania.
Un teclado QWERTZ es llamado informalmente un kezboard (cambiando la Y del keyboard inglés por la Z), pues es el resultado de escribir keyboard por una persona acostumbrada a QWERTZ / QWERTY si le cambian la distribución del teclado.